# Massimiliano III di Baviera
Massimiliano III Giuseppe di Baviera (Monaco di Baviera, 28 marzo 1727 – Monaco di Baviera, 30 dicembre 1777) fu principe elettore di Baviera dal 1745 al 1777.
Tra i maggiori statisti della Baviera del suo tempo, tra le prime mosse come Principe giunto al governo, a differenza del suo predecessore, concluse una riappacificazione con l'imperatrice Maria Teresa d'Austria. Durante la guerra dei sette anni si alleò con Austria e Francia cercando di lasciare il conflitto nel più breve tempo possibile per limitare i danni al proprio Stato. Sul piano della gestione interna, promosse una nuova codificazione della legge bavarese e perseguì una politica di sviluppo economico del Paese. Come sovrano assolutista, cercò inoltre di limitare l'influenza della Chiesa negli affari di Stato, mantenendola saldamente sotto il proprio controllo. Morto senza eredi, dopo di lui si scatenò la guerra di successione bavarese.

## Biografia

### I primi anni

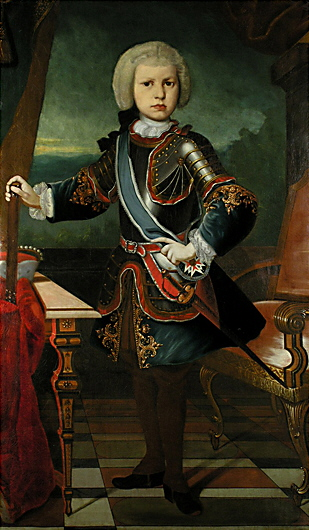
Il giovane Massimiliano Giuseppe come principe elettorale di Baviera.

Nato a Monaco nel 1727, Massimiliano era il figlio primogenito dell'allora principe ereditario Carlo Alberto di Baviera (futuro imperatore Carlo VII) e di sua moglie Maria Amalia d'Asburgo. I suoi nonni materni erano l'Imperatore Giuseppe I e Guglielmina Amalia di Brunswick-Lüneburg.
Trascorse la gioventù a Francoforte dove suo padre si era esiliato con la propria corte imperiale dopo aver perso la Baviera nello scontro diretto con Maria Teresa d'Austria per la successione al Sacro Romano Impero. Grande impatto sulla sua educazione ebbero il gesuita Daniel Stadler che per diversi anni fu il suo confessore e consigliere, oltre all'avvocato costituzionale Johann Adam von Ickstatt. Studiò quindi presso l'Università di Ingolstadt e coltivò sempre una grande passione per la musica come molti altri principi del suo tempo.

### Il regno
Alla morte del padre, nel 1745, in virtù delle leggi di famiglia, ereditò la successione al trono della Baviera, in procinto di essere invasa dalle armate austriache nell'ambito della guerra di successione austriaca, barcamenandosi tra il partito pacifista guidato da sua madre Maria Amalia d'Austria e il comandante dell'esercito bavarese, Friedrich Heinrich von Seckendorff, e il partito interventista guidato dal suo ministro degli esteri, il generale Ignaz von Törring, e dall'inviato francese Chavigny.
Abbandonò presto le pretese al trono imperiale in nome del padre, sottoscrivendo una pace con Maria Teresa con il trattato di Füssen, in cui garantì il proprio voto per l'elezione a Imperatore del Sacro Romano Impero al di lei marito, Francesco I di Lorena, che assurgeva così al titolo imperiale.

#### Politica estera

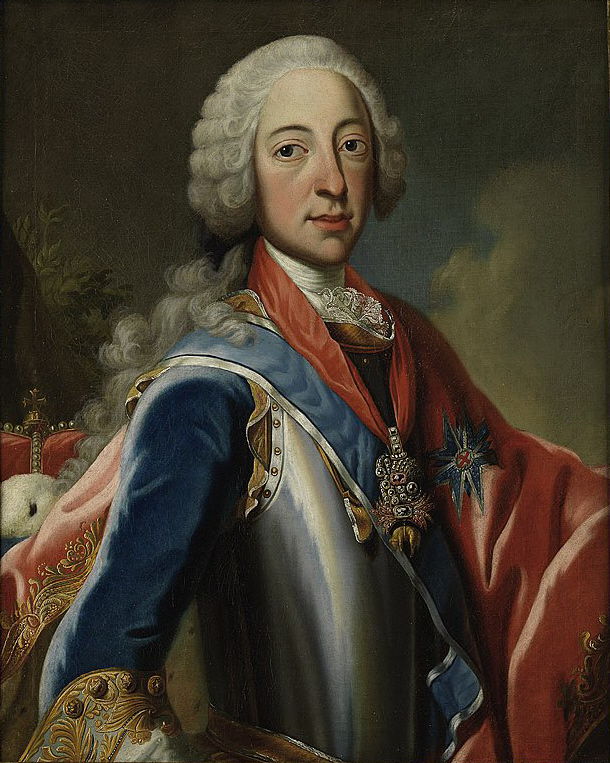
Massimiliano III di Baviera

Dopo la morte del padre, come si è detto, Massimiliano III Giuseppe ereditò il proprio paese nel bel mezzo della guerra di successione austriaca. Massimiliano pensò sicuramente per qualche tempo di poter succedere al padre nella pretesa del trono imperiale e quindi proseguire la guerra contro l'Austria ma vide coi propri occhi che la disponibilità della Francia a sostenere la politica bavarese era di molto calata negli anni e senza questo sostegno la situazione si poneva per lui profondamente critica. Dopo che le truppe austriache attaccarono la Baviera varcando il confine il 23 marzo 1745 e la Baviera del nord il 15 aprile successivo, con la sconfitta dei bavaresi nella battaglia di Pfaffenhofen, l'elettore si dichiarò disposto a deporre le proprie ambizioni ed a concludere con Maria Teresa un trattato di pace, ma gli venne riconosciuta la piena sovranità su tutta la Baviera con la restituzione delle aree occupate, col pagamento della somma di 40.000 fiorini a vantaggio dell'impero, somma di cui evidentemente la martoriata Baviera non disponeva e che si impegnò a versare gradualmente con sovvenzioni provenienti da Austria, Inghilterra e Paesi Bassi. Questo fatto costrinse la politica nazionale bavarese a rimanere orientata interamente verso l'Austria ed i suoi alleati, oltre alla fornitura di un corpo ausiliario per la pace di Aquisgrana che venne impiegato nel 1748 nei Paesi Bassi.
A partire dal 1754, Massimiliano perseguì con la Baviera una politica di riavvicinamento alla Francia in coincidenza con la scadenza dei debiti accumulati. Anche nella guerra dei sette anni la Baviera si mantenne cauta e cercò di non favorire eccessivamente l'indebolimento della Prussia che vedeva come l'unico contrappeso alla monarchia asburgica. Cercò, per quanto possibile, di rimanere fuori delle ostilità. Un ulteriore avvicinamento alla politica dell'Austria si ebbe nel 1767 quando Massimiliano diede in sposa sua sorella Maria Giuseppa all'imperatore Giuseppe II, fatto che tra l'altro aumentò la quota legittima di successione degli Asburgo in caso di estinzione dei Wittelsbach nella successione al trono bavarese.

#### Politica interna

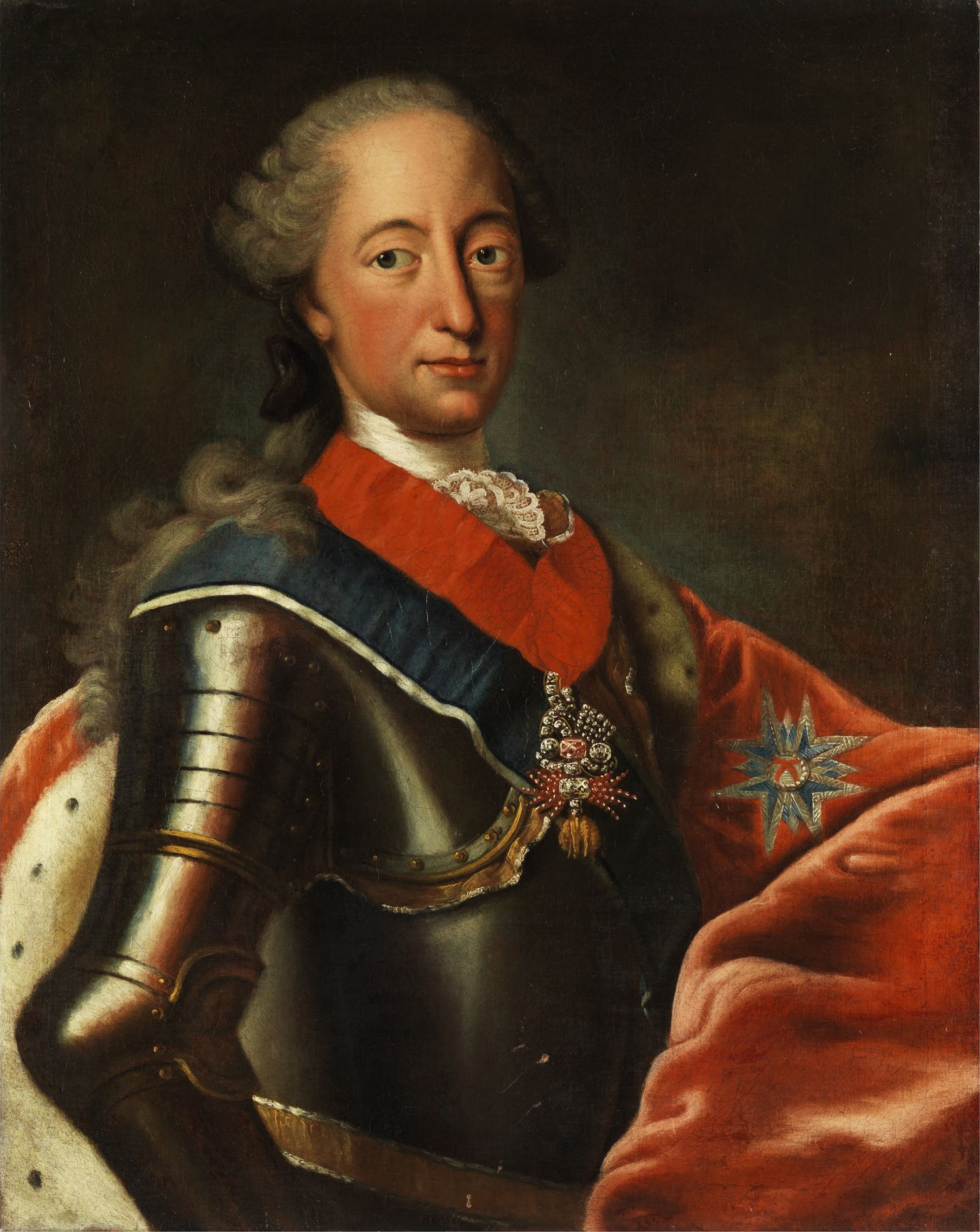
Massimiliano III di Baviera

Massimiliano fu un monarca illuminato ed attuò gran parte delle riforme per il consolidamento della propria politica interna dopo la guerra dei sette anni.
Di grande importanza sotto il suo governo fu lo sviluppo del primo codice di diritto civile e penale, sviluppato sotto la direzione del cancelliere di stato Wiguläus von Kreittmayr. L'auspicio di questa riforma era quello di ridurre notevolmente i costi della giustizia di stato e garantire procedure più brevi ed una maggiore certezza del diritto. Il prodotto fu nel 1756 il Codex Maximilianeus Bavaricus Civilis che ad ogni modo apparve piuttosto retrogrado rispetto alle riforme illuministe varate da stati all'avanguardia come Austria e Prussia nella medesima epoca. La tortura non venne abolita né misconosciuti crimini come la stregoneria o l'eresia, per i quali tra l'altro continuava ad utilizzarsi la pena di morte nelle forme di crudeli modalità di esecuzione come il rogo.
Vista la situazione di tracollo finanziario che lo stato bavarese stava attraversando, Massimiliano Giuseppe si impegnò da subito per risollevare le sorti dell'economia nazionale. Già dal 1747 aveva promosso la fondazione di una fabbrica di porcellana finissima presso il castello di Nymphenburg, diretta da Franz Anton Bustelli, che in breve tempo divenne uno dei centri di produzione del settore più rinomati al mondo. Incoraggiò notevolmente l'agricoltura, le industrie in generale e l'esplorazione del sottosuolo nazionale per la ricerca e l'utilizzo di minerali.
Oltre a queste riforme, promosse una politica demografica ben pianificata che comprendeva il divieto di emigrazione, oltre alla popolazione di nuove aree ottenuta dal prosciugamento di zone paludose e stagnanti. Il primo censimento di stato venne fatto nel 1771. Il suo attaccamento alla religione cattolica e la sua fede incrollabile, non gli impedirono ad ogni modo di emanare decreti che richiamavano le istituzioni ad una maggiore sobrietà, in aperto contrasto con la pomposità del cattolicesimo rococò. Accolse il decreto papale del 1773 per la soppressione dell'ordine dei gesuiti, di cui aveva già abolito la censura sulla stampa. Giunse quasi contemporaneamente a proibire anche la Oberammergau Passion, una rappresentazione teatrale della passione eseguita appunto nella località di Oberammergau, in Baviera, perché giudicata da lui una "ridicola messa in scena del mistero più grande della nostra religione".
Durante la carestia del 1770 Massimiliano vendette la propria corona ed i gioielli di stato per pagare il rifornimento di grano per venire in soccorso alla popolazione della Baviera, gesto che gli attirò le simpatie di molti. Nel 1771 si occupò della riforma scolastica.

#### Patrono delle arti e delle scienze

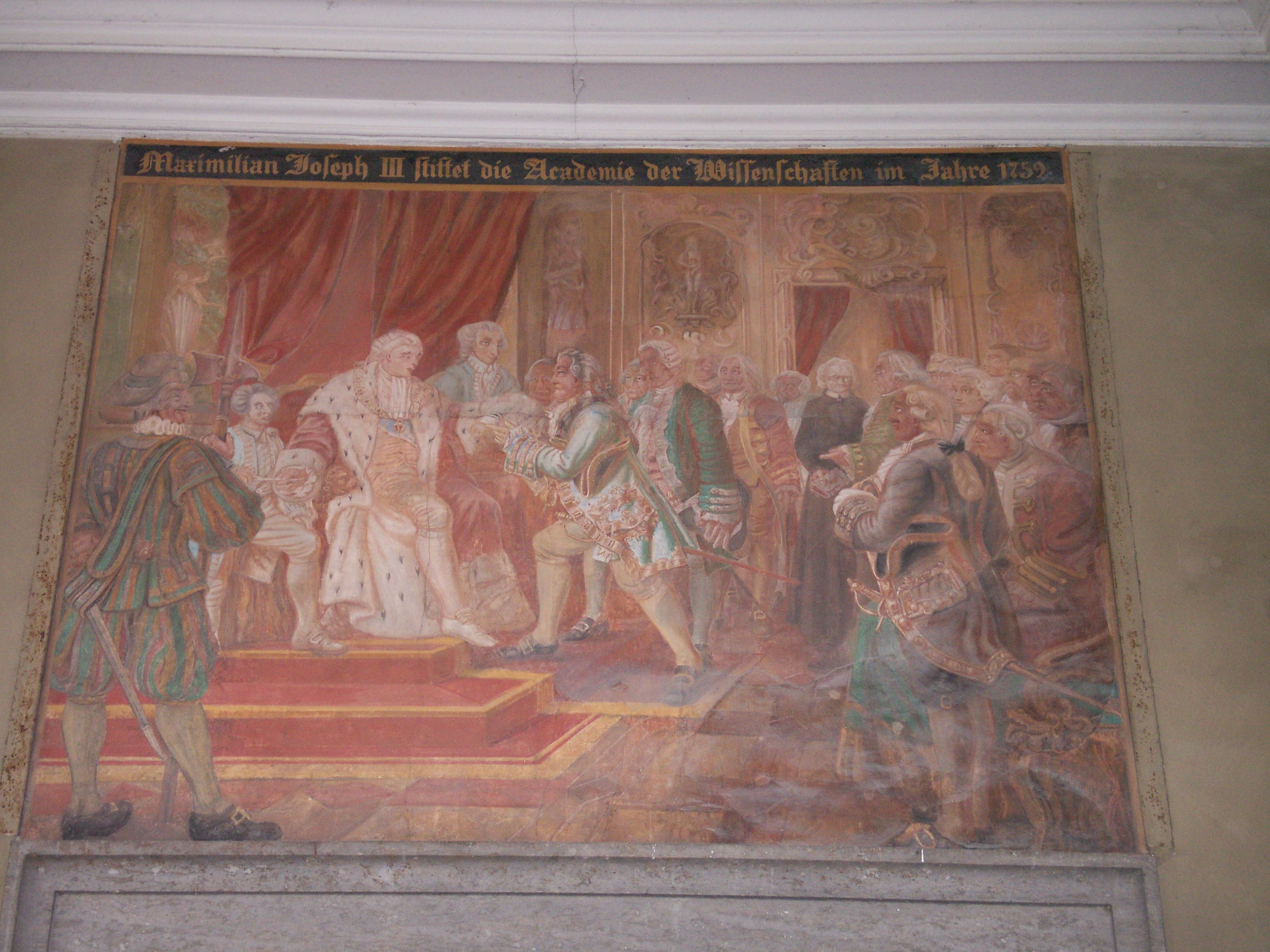
Affresco rappresentante Massimiliano III Giuseppe nell'atto di fondare l'Accademia Bavarese delle Scienze nel 1759.

Massimiliano III fu un grande patrono delle arti e delle scienze, contribuendo notevolmente allo sviluppo culturale del proprio paese. A lui si deve infatti la prima istituzione accademica di Monaco di Baviera, l'Accademia Bavarese delle Scienze, che venne da lui fondata nel 1759. Poco dopo fondò l'Accademia delle Belle Arti Bavarese. Entrambe queste istituzioni si dimostrarono fondamentali nella creazione e nella diffusione della cultura di stampo illuminista in Baviera e a farne un centro di studio e sviluppo: già dal 1771, sotto l'influsso del riformatore dell'educazione nazionale Heinrich Braun fu tra i primi sovrani al mondo a proporre per i suoi sudditi l'istruzione obbligatoria.
Grande amante dell'opera, del teatro e della musica, fu lui a ordinare nel 1751 a François de Cuvilliés la costruzione dello splendido teatro rococò che da lui prese il nome, oltre a ricostruire il palazzo di Schleissheim. I problemi finanziari che attanagliavano le sue casse, però, gli impedirono di assumere come musicista di corte Wolfgang Amadeus Mozart che pure aveva fatto domanda per essere assunto alla sua corte. Malgrado ciò, la prima de La finta giardiniera, opera in italiano dello stesso Mozart, venne rappresentata per la prima volta nel 1775 al Salvatortheater di Monaco.
Come tutti i Wittelsbach, anche il giovane Massimiliano Giuseppe dovette compiere un apprendistato di natura tecnica che completasse i suoi studi ed egli optò per la tornitura del legno, concentrandosi poi in particolare sulla lavorazione dell'avorio. Alcune delle opere da lui realizzate sono ancora oggi conservate nelle collezioni di stato.

### La morte e la guerra di successione bavarese

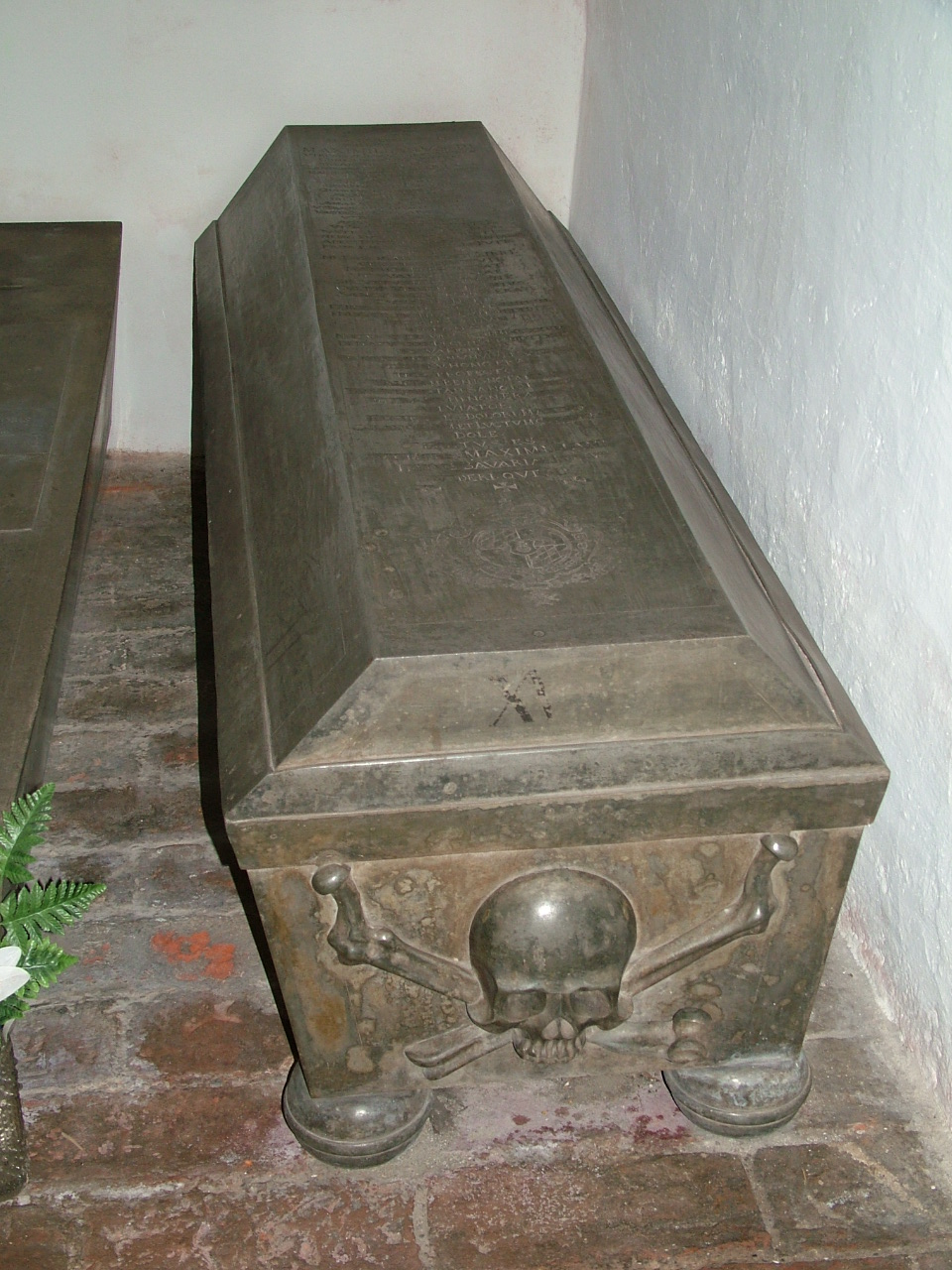
La semplice tomba di Massimiliano III Giuseppe.

Negli ultimi anni della sua vita, Massimiliano Giuseppe continuò a portare avanti le riforme iniziate anni prima, sino al 1777. Nel dicembre di quell'anno, Massimiliano stava attraversando la città di Monaco con la propria carrozza quando, lungo il percorso, incrociò uno dei campanili di cui la città era dotata. Il meccanismo della torre campanaria si inceppò e l'orologio batté per 77 volte. Secondo i racconti dell'epoca, Massimiliano commentò col suo seguito che questo evento era da lui interpretato come un fosco presagio e che la sua fine era ormai vicina. Nel giro di pochi giorni, infatti, iniziò a soffrire di uno strano male. Nessuno dei suoi 15 dottori di corte, tra i migliori di tutto l'elettorato, riuscì ad emettere una diagnosi definitiva ed a proporre quindi una cura efficace. Passato il Natale in famiglia, il principe continuava a stare male ed era ormai divenuto chiaro che la causa del suo malessere era una forma particolarmente virulenta di vaiolo, chiamata dai contemporanei col nome di vaiolo viola.
In breve tempo Massimiliano Giuseppe morì senza eredi. Come ultimo erede della propria famiglia, formatasi dopo la decisioni del trattato di Pavia (1329), che derivava da Luigi IV del Sacro Romano Impero e che aveva governato la Baviera sin dai primi decenni del XIV sec., la sua morte diede origine alla guerra di successione bavarese. La consorte di Massimiliano, Maria Anna Sofia di Sassonia si accordò con la Prussia per assicurare alla Baviera l'indipendenza contro l'Austria. Infine, il suo successore risultò un suo lontano cugino, Carlo Teodoro del ramo principale della dinastia, che assunse il nome di Carlo IV.
La salma di Massimiliano III Giuseppe è sepolta nella cripta della chiesa dei Teatini di Monaco, ma il suo cuore è conservato in una teca argentata presso la Gnadenkapelle di Altötting.

## Ascendenza
|                                               |                      |                                             | Genitori                            |  |  | Nonni |  |  | Bisnonni                              |  |  | Trisnonni                           |  |
|                                               |                      |                                             |                                     |  |  |       |  |  | Ferdinando Maria, Elettore di Baviera |  |  | Massimiliano I, elettore di Baviera |  |
|                                               |                      |                                             |                                     |  |  |       |  |  | Ferdinando Maria, Elettore di Baviera |  |  | Massimiliano I, elettore di Baviera |  |
|                                               |                      | Maria Anna d'Austria                        |                                     |  |  |       |  |  | Ferdinando Maria, Elettore di Baviera |  |  |                                     |  |
| Massimiliano II Emanuele, Elettore di Baviera |                      |                                             |                                     |  |  |       |  |  | Ferdinando Maria, Elettore di Baviera |  |  |                                     |  |
|                                               |                      | Enrichetta Adelaide di Savoia               | Vittorio Amedeo I, Duca di Savoia   |  |  |       |  |  |                                       |  |  |                                     |  |
|                                               |                      | Enrichetta Adelaide di Savoia               | Vittorio Amedeo I, Duca di Savoia   |  |  |       |  |  |                                       |  |  |                                     |  |
|                                               |                      | Enrichetta Adelaide di Savoia               | Cristina di Francia                 |  |  |       |  |  |                                       |  |  |                                     |  |
| Carlo VII, Imperatore del Sacro Romano Impero |                      | Enrichetta Adelaide di Savoia               |                                     |  |  |       |  |  |                                       |  |  |                                     |  |
|                                               |                      | Giovanni III Sobieski                       | Jakub Sobieski                      |  |  |       |  |  |                                       |  |  |                                     |  |
|                                               |                      | Giovanni III Sobieski                       | Jakub Sobieski                      |  |  |       |  |  |                                       |  |  |                                     |  |
|                                               |                      | Giovanni III Sobieski                       | Zofia Teofillia Daniłowicz          |  |  |       |  |  |                                       |  |  |                                     |  |
| Teresa Cunegonda Sobieska                     |                      | Giovanni III Sobieski                       |                                     |  |  |       |  |  |                                       |  |  |                                     |  |
|                                               |                      | Maria Casimira Luisa de la Grange d'Arquien | Henri Albert de La Grange d'Arquien |  |  |       |  |  |                                       |  |  |                                     |  |
|                                               |                      | Maria Casimira Luisa de la Grange d'Arquien | Henri Albert de La Grange d'Arquien |  |  |       |  |  |                                       |  |  |                                     |  |
|                                               |                      | Maria Casimira Luisa de la Grange d'Arquien | Françoise de la Châtre              |  |  |       |  |  |                                       |  |  |                                     |  |
| Massimiliano III, Elettore di Baviera         |                      | Maria Casimira Luisa de la Grange d'Arquien |                                     |  |  |       |  |  |                                       |  |  |                                     |  |
|                                               | Leopoldo I d'Asburgo | Ferdinando III d'Asburgo                    |                                     |  |  |       |  |  |                                       |  |  |                                     |  |
|                                               | Leopoldo I d'Asburgo | Ferdinando III d'Asburgo                    |                                     |  |  |       |  |  |                                       |  |  |                                     |  |
|                                               | Leopoldo I d'Asburgo | Maria Anna di Spagna                        |                                     |  |  |       |  |  |                                       |  |  |                                     |  |
| Giuseppe I d'Asburgo                          | Leopoldo I d'Asburgo |                                             |                                     |  |  |       |  |  |                                       |  |  |                                     |  |
|                                               |                      | Eleonora del Palatinato-Neuburg             | Filippo Guglielmo del Palatinato    |  |  |       |  |  |                                       |  |  |                                     |  |
|                                               |                      | Eleonora del Palatinato-Neuburg             | Filippo Guglielmo del Palatinato    |  |  |       |  |  |                                       |  |  |                                     |  |
|                                               |                      | Eleonora del Palatinato-Neuburg             | Elisabetta Amalia d'Assia-Darmstadt |  |  |       |  |  |                                       |  |  |                                     |  |
| Maria Amalia d'Austria                        |                      | Eleonora del Palatinato-Neuburg             |                                     |  |  |       |  |  |                                       |  |  |                                     |  |
|                                               |                      | Giovanni Federico di Brunswick-Lüneburg     | Giorgio di Brunswick-Lüneburg       |  |  |       |  |  |                                       |  |  |                                     |  |
|                                               |                      | Giovanni Federico di Brunswick-Lüneburg     | Giorgio di Brunswick-Lüneburg       |  |  |       |  |  |                                       |  |  |                                     |  |
|                                               |                      | Giovanni Federico di Brunswick-Lüneburg     | Anna Eleonora di Assia-Darmstadt    |  |  |       |  |  |                                       |  |  |                                     |  |
| Guglielmina Amalia di Brunswick-Lüneburg      |                      | Giovanni Federico di Brunswick-Lüneburg     |                                     |  |  |       |  |  |                                       |  |  |                                     |  |
|                                               |                      | Benedetta Enrichetta del Palatinato         | Edoardo del Palatinato-Simmern      |  |  |       |  |  |                                       |  |  |                                     |  |
|                                               |                      | Benedetta Enrichetta del Palatinato         | Edoardo del Palatinato-Simmern      |  |  |       |  |  |                                       |  |  |                                     |  |
|                                               |                      | Benedetta Enrichetta del Palatinato         | Anna Maria di Gonzaga-Nevers        |  |  |       |  |  |                                       |  |  |                                     |  |
|                                               |                      | Benedetta Enrichetta del Palatinato         |                                     |  |  |       |  |  |                                       |  |  |                                     |  |